# Dipsektor
Der Dipsektor (griechisch-lateinisch) ist ein Winkelmessgerät, das mit Hilfe zweier Planspiegel arbeitet. Man konnte damit auch die Entfernung des Horizonts und von Küsten messen.
Der Dipsektor wurde 1817 erstmals von Wollaston (1766–1828) konstruiert und basiert auf demselben Prinzip wie der von Isaac Newton (oder auch Robert Hooke) erfundene Spiegelsextant und wie der Reflexionskreis. Auch John Hadley (1682–1744) hatte ein ähnliches Instrument hergestellt. 